# Mahaffey, Pennsylvania
Mahaffey är en ort i Clearfield County i delstaten Pennsylvania, USA.